# Vitalij Minakov
Vitalij Viktorovič Minakov (rus. Виталий Викторович Минаков) (Brjansk, Rusija, 6. veljače 1985.) je ruski MMA borac te bivši Bellatorov prvak u teškoj kategoriji. Zbog velikog broja pobjeda ostvarenih nokautom, Vitalija su mnogi proglasili Fedorovim nasljednikom.
Ima crni pojas u judu a trenira ga Greg Jackson.

## Karijera
Minakov je trenirao judo i hrvanje (slobodni stil) te je bio nacionalni juniorski prvak u tim sportovima. U interviewu danom 2010. godine, Minakov je izjavio da je na jednom treningu pobijedio Teddyja Rinera, olimpijskog pobjednika u judu. Također, bio je jedan od kandidata za rusku judo reprezentaciju na predstojećoj Olimpijadi u Londonu 2012., međutim ostao je nepoznat razlog zbog čega nije uveden na konačan popis reprezentativaca.
Najupečatljiviji postao je u sambu gdje je od 2008. do 2011. osvojio četiri uzastopna svjetska i nacionalna naslova prvaka u kategoriji preko 100 kg.

### Bellator
Karijeru u MMA, Minakov je započeo 2010. godine. Prije pristupa Bellatoru, pobjeđivao je UFC veterana Eddieja Sancheza te Fabiana Schernera koji je bio svjetski prvak u brazilskoj jiu-jitsi.
Za novu organizaciju potpisao je u lipnju 2012. Svoj debi za Bellator ostvario je 2. studenog 2012. pobijedivši Vladimira Starcencova. Sredinom studenog 2013. u borbi protiv sunarodnjaka Aleksandra Volkova osvaja Bellatorov pojas prvaka u teškoj kategoriji. Protivnika je tada nokautirao i tako pokazao zbog čega su ga prozvali nasljednikom Fedora Emelianenka.
Naslov je kasnije uspio obraniti protiv Cheicka Kongoa te je do danas aktualni neporaženi prvak. Iskusnog Francuza svladao je prije svega pametnom taktikom u kojoj je protivniku skratio distancu, nije mu dozvolio stand up borbu i išao na rušenja. Pobjedom je došao do impresivnog skora 14:0.
Bellator je 14. svibnja 2016. raskinuo ugovor s Minakovim zbog neaktivnosti čime se borac vraća u domovinu gdje se bori za tamošnje organizacije.

## MMA borbe
| Rezultat | Omjer  | Protivnik           | Razlog                  | Turnir                                      | Datum              | Runda | Vrijeme | Mjesto održavanja              |
| -------- | ------ | ------------------- | ----------------------- | ------------------------------------------- | ------------------ | ----- | ------- | ------------------------------ |
| Pobjeda  | 20-0-0 | Antônio Silva       | KO (udarci)             | Fight Nights Global 88                      | 2. lipnja 2017.    | 2     | 1:37    | Sankt Petersburg, Rusija       |
| Pobjeda  | 19-0-0 | DJ Linderman        | KO (udarci)             | Fight Nights Global 59                      | 23. veljače 2017.  | 3     | 3:09    | Himki, Rusija                  |
| Pobjeda  | 18-0-0 | Peter Graham        | Prekid (poluga na ruci) | EFN 50: Emelianenko vs. Maldonado           | 17. lipnja 2016.   | 1     | 1:01    | Sankt Petersburg, Rusija       |
| Pobjeda  | 17-0-0 | Josh Copeland       | Prekid (kimura)         | Fight Nights - Moscow                       | 11. prosinca 2015. | 2     | 2:50    | Moskva, Rusija                 |
| Pobjeda  | 16-0-0 | Geronimo dos Santos | Prekid (poluga na ruci) | Fight Nights - Dagestan                     | 25. rujna 2015.    | 1     | 3:14    | Kaspijsk, Rusija               |
| Pobjeda  | 15-0-0 | Adam Maciejewski    | TKO (udarci)            | Fight Nights - Sochi                        | 31. srpnja 2015.   | 1     | 0:20    | Soči, Rusija                   |
| Pobjeda  | 14-0-0 | Cheick Kongo        | Odluka sudaca           | Bellator 115                                | 4. travnja 2014.   | 5     | 5:00    | Reno, Nevada, SAD              |
| Pobjeda  | 13-0-0 | Aleksandar Volkov   | TKO (udarci)            | Bellator 108                                | 15. studenog 2013. | 1     | 2:57    | Atlantic City, New Jersey, SAD |
| Pobjeda  | 12-0-0 | Ryan Martinez       | TKO (udarci)            | Bellator 97                                 | 31. srpnja 2013.   | 3     | 4:02    | Rio Rancho, New Mexico, SAD    |
| Pobjeda  | 11-0-0 | Ron Sparks          | TKO (udarci)            | Bellator 96                                 | 19. lipnja 2013.   | 1     | 0:32    | Thackerville, Oklahoma, SAD    |
| Pobjeda  | 10-0-0 | Vladimir Starcencov | TKO (udarci)            | Bellator 79                                 | 2. studenog 2012.  | 2     | 0:27    | Rama, Ontario, Kanada          |
| Pobjeda  | 9-0-0  | Fabiano Scherner    | KO (udarci)             | Fight Nights - Battle of Desne              | 17. rujna 2012.    | 1     | 3:51    | Brjansk, Rusija                |
| Pobjeda  | 8-0-0  | Eddie Sanchez       | KO (udarac)             | Fight Nights - Battle of Moscow 7           | 7. lipnja 2012.    | 1     | 1:59    | Moskva, Rusija                 |
| Pobjeda  | 7-0-0  | Karol Celinski      | TKO (prekid)            | FFC 2 - Russia vs. Latvia                   | 14. travnja 2012.  | 1     | 0:55    | Riga, Latvija                  |
| Pobjeda  | 6-0-0  | Ivan Frolov         | Prekid (davljenje)      | IMMAT - International MMA Tournament        | 29. lipnja 2011.   | 1     | 0:45    | Brjansk, Rusija                |
| Pobjeda  | 5-0-0  | Juan Espino         | KO (udarci)             | Sambo 70 vs. Spain                          | 21. travnja 2011.  | 1     | 0:09    | Moskva, Rusija                 |
| Pobjeda  | 4-0-0  | Valerij Šerbakov    | Prekid (poluga na ruci) | M-1 Challenge XXII: Narkun vs. Vasilevsky   | 10. prosinca 2010. | 1     | 1:05    | Moskva, Rusija                 |
| Pobjeda  | 3-0-0  | Vitalij Jalovenko   | Odluka sudaca           | M-1 Selection 2010 - Eastern Europe Finals  | 22. srpnja 2010.   | 3     | 5:00    | Moskva, Rusija                 |
| Pobjeda  | 2-0-0  | Aleksandar Zubačov  | Prekid (davljenje)      | Sambo-70 / M-1 Global                       | 14. srpnja 2010.   | 1     | 0:27    | Soči, Rusija                   |
| Pobjeda  | 1-0-0  | Ruslan Kabdulin     | Prekid (poluga na ruci) | M-1 Selection 2010 - Eastern Europe Round 2 | 10. travnja 2010.  | 1     | 4:19    | Kijev, Ukrajina                |

## Vanjske poveznice
- Profil borca na Sherdog.com